# Герман Валаамский
Ге́рман Валаа́мский — православный монах, «начальник», то есть основатель (вместе с преподобным Сергием), Спасо-Преображенского монастыря на острове Валаам в Ладожском озере.
Почитается в лике преподобных. Память последнего перенесения мощей Германа и Сергия из Великого Новгорода обратно в Валаамскую обитель, когда миновала опасность нападения шведов, по Типикону празднуется 11 (24) сентября всенощным бдением, а также 28 июня (11) июля.

## Биография
Первоначальная история Валаама и биография его основателей очень темны и сбивчивы, и главный источник для биографии преподобного Германа представляет написанная в честь Сергия и Германа церковная служба.

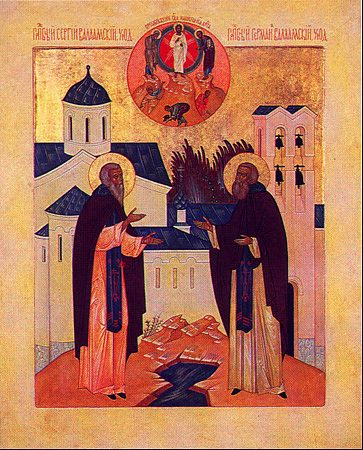
Икона Сергия и Германа

Предание утверждает, что Сергий и Герман пришли на Валаам «с Востока», а сложенный в честь их акафист прямо называет их «греческого кедра отраслями избранными». Издавна держалось мнение, что Сергий и Герман поселились на Валааме «ещё во время владычествовавшего в России идолопоклонства», между 973—980 годами, отличались высокими духовными совершенствами, «прорицаху настоящая и будущая» и проповедовали Евангелие местным жителям: «Светом веры и Подвиг ваших страну Карельскую просветили есте», — говорится в акафисте, «учаще приходящыя к вам люди суеверия и бесовския обычаи отложити и единаго точию Бога боятися».
По преданию, Герман был священником и после Сергия управлял Валаамскою обителью.
Позднейшая критика отодвинула время жизни Сергия и Германа к XII и даже к XIV веку, и официальное синодальное издание «Минеи Четьи на русском языке» говорит о Сергии и Германе как о «скончавшихся около 1353 г.».
Валаамский монастырь был не один раз опустошаем шведами, и мощи Сергия и Германа были переносимы в Новгород, а в период с 1610 до 1721 года (год возвращения их на Валаам) находились в Староладожском монастыре.

## Почитание
Сергий и Герман издавна почитались как святые в Валаамском монастыре, но их общецерковное почитание началось только при митрополитах Санкт-Петербургских Гаврииле (1770—1799), имевшем особое усердие к Валаамской обители, и Амвросии (1799—1818), возбудившем ходатайство о внесении имени Сергия и Германа в богослужебные книги.